# DRAGONBALL改 DRAGON BATTLERS
『DRAGONBALL改 DRAGON BATTLERS』（ドラゴンボールかい ドラゴンバトラーズ）はカードを読み込ませて戦うデータカードダスの一つ。鳥山明の漫画『ドラゴンボール』およびそのテレビアニメ『ドラゴンボール』、『ドラゴンボールZ』、『ドラゴンボールGT』、『ドラゴンボール改』を題材としている。2009年6月上旬から稼動開始し、2010年8月中旬に稼動終了した。

## 特徴
データカードダス・ドラゴンボールシリーズ第5弾。筐体カードスキャン部に「神龍ヘッド」が設置されている。
今回は前回と同様に2対2で戦うが、以前までのじゃんけん方式とは異なり、ボタンを押すことでターンをとり、タイミング良くボタンを押すことで相手へのダメージを上げるパターンとなっている。さらに今回はカードごとにタイプが存在し、パラメータ配分などの特徴が左右される。
また、『DRAGONBALL Z 爆烈IMPACT』で新参戦したマイティマスク、ピッコロ大魔王、パイクーハン、ジャネンバ、スーパーベビー2、超17号、孫悟空GTや『DRAGONBALL Z W爆烈IMPACT』で初登場した餃子、グレートサイヤマン2号、パン、スーパーウーブ、四星龍、三星龍、アラレちゃん、オボッチャマン君も全て登場しており、今回は新キャラクターが登場している。『ドラゴンボール改』とタイトルにはあるが、キャラクターボイスは一部を除き、前作『ドラゴンボールZ W爆烈インパクト』のものが使用されている。
新キャラクター（登場順）
- ブロリー 超サイヤ人3

第2弾から登場。従来の超サイヤ人3通り、腰辺りまで伸びた長髪に眉毛が消失しているのが特徴。髪の毛がほぼ緑色で目が白目をむき、さらに筋骨隆々である。
- ベジータ 超サイヤ人3

第4弾から登場。従来の超サイヤ人3通り、腰辺りまで伸びた長髪に眉毛が消失しているのが特徴。

## ラインナップ
- 第1弾

2009年6月中旬稼動。『第1回改プレミアムコレクション』プロモカード配布。『キャッチ・ザ・バブルスキャンペーン』開催。
- 第2弾

2009年8月上旬稼動。『第2回改プレミアムコレクション』プロモカード配布。
- 第3弾

2009年10月上旬稼動。『第3回改プレミアムコレクション』プロモカード配布。『マクドナルド・ハッピーセット』開催。
- 第4弾

2009年12月上旬稼動。『超サイヤ人伝説開幕キャンペーン』開催。
- 第5弾 最強対最強レジェンドバトル記念弾

2010年2月上旬稼動。
- 第6弾

2010年3月中旬稼動。
- 第7弾

2010年5月下旬稼動。

## カードの読み替え
以前のデータカードダス『データカードダス ドラゴンボールZ』、『データカードダス ドラゴンボールZ2』、『DRAGONBALL Z 爆烈IMPACT』、『DRAGONBALL Z W爆烈IMPACT』のカードも全て使用が可能で、それぞれ読み替えが行われた。

## 使用キャラクター
孫悟空（声：野沢雅子）（『Z』、『GT』の2種類）
孫悟空（少年期）
孫悟飯（声：野沢雅子）
孫悟飯（幼年期）
孫悟飯（少年期）
孫悟飯（青年期）
グレートサイヤマン
孫悟天（声：野沢雅子）
ベジータ（声：堀川りょう）（『Z』、『GT』の2種類）
トランクス（幼年期）（声：草尾毅）
トランクス（青年期）（声：草尾毅）（『Z』、『GT』の2種類）
クリリン（声：田中真弓）
ピッコロ（声：古川登志夫）
ピッコロ（ネイルと同化）
ピッコロ（神と融合）
ヤムチャ（声：古谷徹）
天津飯（声：真殿光昭）
ミスター・サタン（声：郷里大輔）
ビーデル（声：皆口裕子）
グレートサイヤマン2号
ウーブ（声：浦和めぐみ/私市淳）
スーパーウーブ
パン（声：皆口裕子）
パイクーハン（声：緑川光）
マイティマスク（声：野沢雅子&草尾毅）
バーダック（声：野沢雅子）
ゴテンクス（声：野沢雅子&草尾毅）
ゴジータ（声：野沢雅子&堀川りょう）
ベジット（声：野沢雅子&堀川りょう）
東の界王神（声：三ツ矢雄二）
キビト神
ピッコロ大魔王（声：青野武）
ラディッツ（声：千葉繁）
ナッパ（声：飯塚昭三）
リクーム（声：内海賢二）
ギニュー（声：堀秀行）
フリーザ（声：中尾隆聖）
メカフリーザ
人造人間16号（声：緑川光）
人造人間17号（声：中原茂）
人造人間18号（声：伊藤美紀）
セル（声：若本規夫）
ダーブラ（声：大友龍三郎）
魔人ブウ（悪）（声：塩屋浩三）
魔人ブウ（悪：悟飯吸収）
魔人ブウ（善）（声：塩屋浩三）
ミスター・ブウ
クウラ（声：中尾隆聖）
ブロリー（声：島田敏）
ジャネンバ（声：玄田哲章）
スーパーベビー2（声：沼田祐介）
超17号（声：中原茂）
三星龍（声：置鮎龍太郎）
四星龍（声：山口健）
超一星龍（声：柴田秀勝）
則巻アラレ（声：小山茉美）
オボッチャマン（声：堀江美都子）